# 多尼伊诺斯德萨拉曼卡
多尼伊诺斯德萨拉曼卡，是西班牙卡斯蒂利亚-莱昂萨拉曼卡省的一个市镇。 总面积14平方公里，总人口742人（2001年），人口密度53人/平方公里。